# Sortija

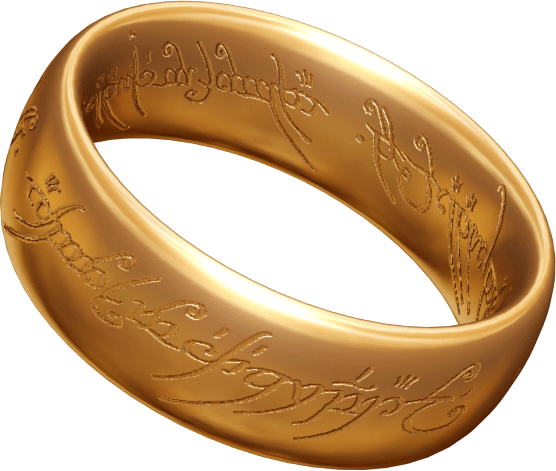
La sortija usada en El Señor de los Anillos.

La sortija es un anillo liso (del latín: sortícula ‘diminutivo de ‘sors’ (suerte, destino)’). Siempre ha tenido carácter simbólico por el hecho de no tener principio ni fin.
Los primeros intercambios de sortijas entre casados comenzaron en el Valle del Nilo como símbolo de permanencia del matrimonio.

## Torneo
Durante la Edad Media había un tipo de torneo medieval en el que los caballeros se retaban a caballo a insertar un anillo en la punta de su lanza. Esto aún se mantiene en algunos sitios como Argentina, donde la corrida de sortija es un juego gaucho tradicional de habilidad que data del siglo XVII y que consiste en que un jinete debe, en su caballo, a todo galope, embocar con un palo una argolla que se encuentra a una altura entre 2,5 y 3 m. Se acostumbra que el gaucho que tome la sortija, se la dé a la mujer de su preferencia.
La ubicación de la sortija, la distancia de partida y la forma de recogerla puede variar según la región donde se practique o los medios disponibles.